# Sayn-Wittgensteinové
Sayn-Wittgensteinové čili Sayn a Wittgenstein jsou německý šlechtický rod, který patřil k vysoké říšské šlechtě a ovládal několik hrabství a knížectví.  

## Historie
Sayn-Wittgensteinové jsou rodovou linií původního rozrodu Sponheimů. Ve 13. století vyženili hrabství Sayn se sídlem na stejnojmenném hradě, jehož majitelé vymřeli po meči, a Sponheimové tak převzali jejich titul. Roku 1361 stejným způsobem získali i hrad, panství a titul hrabat z Battenbergu a Wittgensteinu.  
V roce 1605 se rod rozdělil do tří linií: 
- Sayn-Wittgenstein-Saynové (vymřeli roku 1636)
- Sayn-Wittgenstein-Hohenstein (vymřeli roku 1948)
- Sayn-Wittgenstein-Berleburg (jediná stále existující linie rodu, její mladší větve převzaly dědictví a tituly obou vymřelých větví)

Roku 1806 byla jeho území mediatizována, a tím ztratila územní nezávislost. 

## Význační členové rodu
V abecedním pořadí:

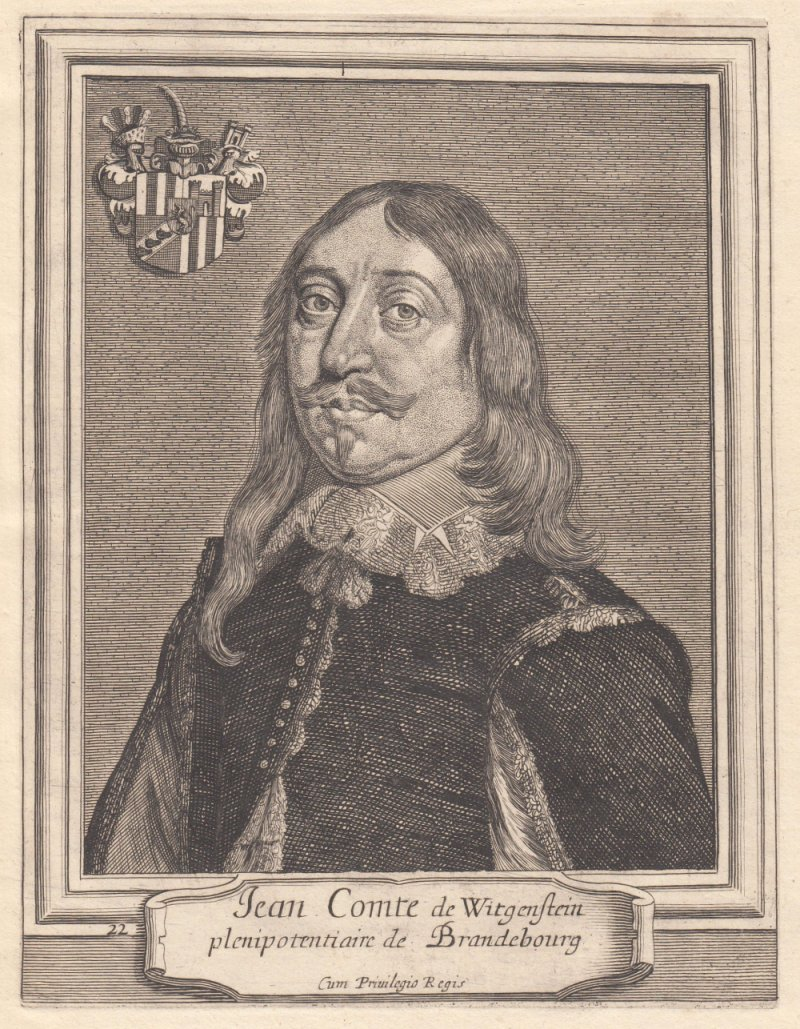
Jan VIII., hrabě ze Sayn-Wittgenstein-Hohensteinu (1601–1657), švédský vojevůdce ve třicetileté válce

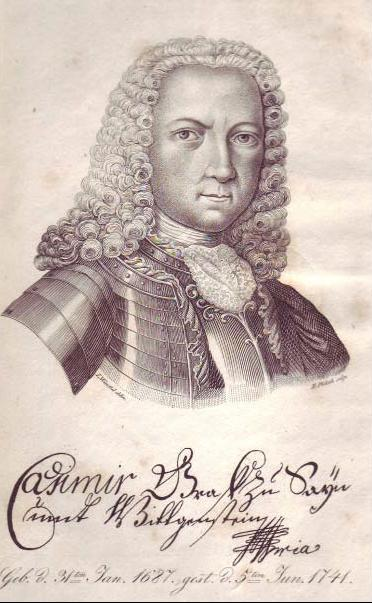
Kazimír hrabě ze Sayn-Wittgenstein-Berleburgu (1687–1741)

- Ludvík II. hrabě ze Sayn-Wittgensteinu (1571–1634), první regent Wittgensteinského jižního hrabství

- Jan VIII. ze Sayn-Wittgenstein-Hohensteinu (1601–1657), vojevůdce ve třicetileté válce, od roku 1652 regent hohensteinský

- Luisa Juliana ze Sayn-Wittgenstein-Saynu, hraběnka z Erbachu (1603–1670), regentka hrabství Sayn-Wittgenstein-Sayn
- Anna Kateřina ze Sayn-Wittgensteinu (1610-1690) regentka

- Ludvík Kristián ze Sayn-Wittgenstein-Hohensteinu (1629–1683), regent hrabství Sayn-Wittgenstein-Hohenstein

- Gustav ze Sayn-Wittgenstein-Hohensteinu (1633–1701), německý hrabě z rodu Sayn-Wittgensteinů

- Jindřich Albrecht ze Sayn-Wittgenstein-Hohensteinu (1658–1723), regent hrabství Sayn-Wittgenstein-Hohenstein

- August David ze Sayn-Wittgenstein-Hohensteinu (1663–1735), regent hrabství Sayn-Wittgenstein-Hohenstein

- Kazimír ze Sayn-Wittgenstein-Berleburgu (1687–1741), regent hrabství Wittgenstein-Berleburg, stavebník zámku Berleburg a nábožensky tolerantní pán

- Bedřich ze Sayn-Wittgenstein-Hohensteinu (1708–1756), německý hrabě z rodu Sayn-Wittgenstein

- Kristián Heinrich ze Sayn-Wittgenstein-Berleburgu (1753–1800), hrabě (od roku 1796) kníže hrabství Sayn-Wittgenstein-Berleburg

- Bedřich Karel ze Sayn-Wittgenstein-Hohensteinu (1766–1837), německý kníže

- Ludvík Adolf Petr ze Sayn-Wittgensteinu (1769–1843), generál polní maršál ruské armády

- Jan Ludvík ze Sayn-Wittgenstein-Hohensteinu (1740–1796), regent hrabství Sayn-Wittgenstein-Hohenstein

- Vilém ze Sayn-Wittgenstein-Hohensteinu (1770–1851), pruský ministr

- František ze Sayn-Wittgenstein-Berleburgu (1778–1854), pruský generálmajor

- Adolf Arnošt ze Sayn-Wittgenstein-Hohensteinu (1783–1856), německý vládní úředník a poslanec zemského sněmu

- August Ludvík ze Sayn-Wittgenstein-Berleburgu (1788–1874), generál a ministr Nasavska

- Ludvík Adolf Bedřich ze Sayn-Wittgenstein-Saynu (1799–1866), rusko-německý kníže

- Alexandr ze Sayn-Wittgenstein-Hohensteinu (1801–1874), německý stavovský pán

- Leonilla ze Sayn-Wittgensteinu (1816–1918), ruská šlechtična, kněžna ze Sayn-Wittgenstein-Saynu

- Karolína ze Sayn-Wittgensteinu (1819–1887), družka Ference Liszta

- Emil ze Sayn-Wittgenstein-Berleburgu (1824–1878), ruský carský generál

- Ludvík ze Sayn-Wittgenstein-Hohensteinu (1831–1912), německý kníže a stavovský pán

- August ze Sayn-Wittgenstein-Hohensteinu (1868–1948), německý kníže a stavovský pán, adoptoval Christiana Heinricha prince ze Sayn-Wittgenstein-Berleburg (1908–1983), kterým pokračuje větev Hohenstein.

- Richard ze Sayn-Wittgenstein-Berleburgu starší (1882–1925), německý kníže a hlava rodu Sayn-Wittgenstein-Berleburg

- Gustav Albrecht ze Sayn-Wittgenstein-Berleburgu (1907–1944), německý důstojník, hlava rodu Sayn-Wittgenstein-Berleburg

- Margareta zu Sayn-Wittgenstein-Berleburg (1909–2005), švédská hraběnka

- Heinrich Prinz zu Sayn-Wittgenstein (1916–1944), německý noční stíhací pilot ve druhé světové válce

- Casimir Johannes Prinz zu Sayn-Wittgenstein-Berleburg (1917–2010), německý podnikatel a politik (CDU), v letech 1979-1984 poslanec Evropského parlamentu, byl coby zemský pokladník hesenské CDU zapleten do finanční aféry strany

- Marianne Sayn-Wittgenstein-Sayn (* 1919), rakouská fotografka

- Botho Prinz zu Sayn-Wittgenstein-Hohenstein (1927–2008), německý politik, v letech 1965-1980 poslanec spolkového sněmu za CDU, v letech 1982-1994 předseda Německého červeného kříže

- Richard ze Sayn-Wittgenstein-Berleburgu (1934–2017), německý podnikatel, hlava rodové linie Sayn-Wittgenstein-Berleburg, manžel JV princezny Benedikty Dánské

- Alexander zu Sayn-Wittgenstein-Sayn (* 1943), německý podnikatel, předseda Německého spolku vlastníků hradů a hlava rodu Sayn-Wittgenstein-Sayn

- Ludwig Ferdinand Prinz zu Sayn-Wittgenstein-Berleburg (* 1942), německý podnikatel, ředitel Wittgenstein New Energy Holding GmbH

- Hubertus Prinz zu Sayn-Wittgenstein-Berleburg (* 1948), německý podnikatel, majitel rodinného podniku v Odenthalu

- Gabriela zu Sayn-Wittgenstein-Sayn (* 1950), německá podnikatelka
- Doris von Sayn-Wittgenstein, národně-konzervativní předsedkyně CDU ve Šlesvicku-Holštýnsku

- Friederike zu Sayn-Wittgenstein (* 1961), profesorka v Osnabrücku
- Bernhart (* 1962), princ Sayn-Wittgenstein-Hohenstein, syn Christiana Heinricha, předseda správní rady wittigsteinských lesních majetků, člen vedení nakladatelství Dashofer

- Corinna zu Sayn-Wittgenstein-Sayn (* 1964), německá obchodnice, přítelkyně někdejšího španělského krále Jana Karla I.

- Nathalie zu Sayn-Wittgenstein-Berleburg (* 1975), německo-dánská drezérka

- Filippa Sayn-Wittgenstein (1980–2001), německá fotografka a autorka deníku

- August Wittgenstein (* 1981), německý herec

### Související
Zemský okres Siegen-Wittgenstein
Bad Berleburg